# Ubisoft Berlin
Ubisoft Berlin est un studio allemand de développement de jeux vidéo ouvert en 2018 à Berlin.

## Historique
La création de deux nouveaux studios en Europe, l'un a Bordeaux et l'autre à Berlin, est annoncée dans un communiqué le 19 avril 2017, et tient une journée de recrutement le 29 juin suivant.
Le studio berlinois a travaillé sur la franchise Far Cry et sur Skull & Bones.
En janvier 2023, il compte 140 employés.